# Mollye Asher

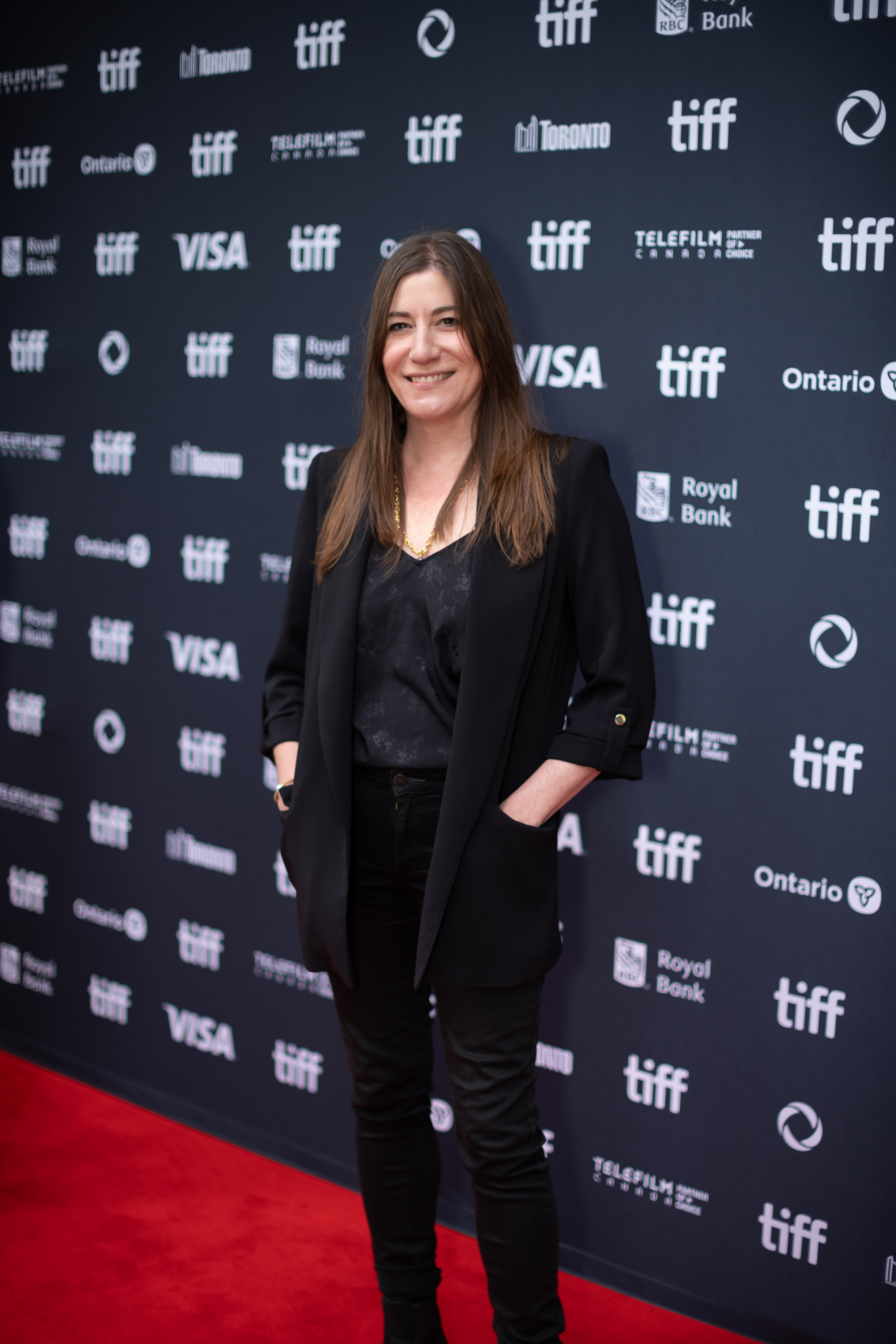
Mollye Asher (2024)

Mollye Asher (geboren 23. November in Miami, Florida) ist eine US-amerikanische Filmproduzentin.

## Biografie
Mollye Asher wuchs in Miami, Florida auf, wo sie die New World School of Arts besuchte. Sie begann ein Studium in Produktion und Regie, wie auch Theater an der New York University, wo sie 2013 ihren Abschluss erhielt. Sie lebt und arbeitet in New York City.
Seit 2012 tritt als Filmproduzentin für Spielfilme in Erscheinung, zuvor war sie einer Reihe von Kurzfilmen beteiligt. Ihre bekannteren Filme sind The Rider (2017), Swallow (2019), und Nomadland (2020). Für letzteren erhielt sie 2021 eine Oscar-Nominierung in der Kategorie Bester Film und sie gewann den British Independent Film Award. Hinzu kamen zwei Gotham Awards.
2015, 2016 und 2018 war Asher jeweils für den Independent Spirit Award nominiert, wurde 2020 mit dem Producers Award ausgezeichnet und erhielt 2021 wieder eine Nominierung. 2018 gewann sie den Gotham Independent Film Award.

## Filmografie (Auswahl)
- 2014: She’s Lost Control
- 2015: Songs My Brother Taught Me
- 2017: The Rider
- 2019: Swallow
- 2020: Nomadland
- 2021: Catch the Fair One – Von der Beute zum Raubtier (Catch the Fair One)
- 2024: On Swift Horses